# The Liquescent Horror
The Liquescent Horror ist eine 2004 gegründete Funeral-Doom-Band.

## Geschichte
Richard Medina und Justin Burning begannen in Peoria in Arizona als Cease to Breathe ein Nebenprojekt zu der Death-Doom-Band Fall of Empyrean. Aufgrund eines Namenskonfliktes mit einer Band, die bereits unter dem Titel Cease aktiv war, änderten die Musiker nach der Aufnahme und vor der Veröffentlichung des Demos So Unravels This Mortal Coil ihren Namen hin zu The Liquescent Horror. Das Demo erschien frei zum Download im Selbstverlag 2005 über SoundClick. Das Demo wurde von Odile Aurora Strik als Oscar Strik für Doom-Metal.com als „nicht jedermanns Sache“, aber interessant für Anhänger eines minimalistischen extremen Doom Metal. Als Nebenprojekt ruhte The Liquescent Horror nach der Veröffentlichung für einige Jahre, bis Medina und Burning das Debüt A Funeral for Things Undying 2009 über Satanarsa Records veröffentlichten. Es wurde als „ein überzeugendes und originelles Funeral-Doom-Album“ gelobt. Trotz der Bekundung der Musiker ihren Einfluss zu erweitern und die Arbeit mit dem Projekt zu intensivieren, ruhte The Liquescent Horror nach der Veröffentlichung erneut.

## Stil
The Liquescent Horror spielt einen Funeral Doom der als „sehr depressive und hoffnungslose Musik“ wahrgenommen wird. Zum Vergleich wird auf Klagelieder und Interpreten wie Dolorian, Skepticism und Worship verwiesen. Die Band ist derweil als Konzeptband auf den Themenkomplex des Horrorfilms hin ausgerichtet. So gibt das Duo an, aktiv darum bemüht zu sein, „Horror- und Kultfilme zu vertonen und die Verschmelzung von akustischem und viszeralem Horror voranzutreiben.“
Betrand Marchal beschreibt die Musik für Doom-Metal.com als „dunkel und ironisch“ in einer Analogie zu Roman Polanskis Tanz der Vampire. Die Musik erfülle die Stereotype des Funeral Doom aus „gurgelndem Growling“ gepaart mit „geflüstertem Gesang“ und „dröhnenden Wellen schwerer Gitarren“, doch stünde „das allgegenwärtige Keyboard“ dem als ein Unikum gegenüber, das „wie ein antikes verstimmtes Klavier klingt“. Dieser Klang weckt Marchal zufolge dabei „unweigerlich“ Assoziationen an düstere Geschichten und Figuren der Gothic Fiction.

## Diskografie
- 2005: So Unravels This Mortal Coil (Demo, Selbstverlag; 2021: CD, Satanarsa Records)
- 2009: A Funeral for Things Undying (Satanarsa Records, Album)